# Linha Azul (Metro de Lisboa)
La Linha Azul, també anomenada Linha da Gaivota (en català, línia blava i línia de la gavina), és una de les quatres línies de ferrocarril metropolità del Metro de Lisboa, Portugal. Té uns 13 quilòmetres de longitud i 17 estacions. És l'única línia del Metro de Lisboa totalment subterrània, sense cap viaducte.

## Història
Fou inaugurada el 1959 entre les estacions de Sete Rios (actualment anomenada Jardim Zoológico) i Restauradores. Entre 1963 i 1972 la línia va ser successivament perllongada des dels Restauradores fins a Alvalade, passant, entre d'altres, per les estacions del Rossio, Alameda i Areeiro. El 1988 va ser perllongada des de Sete Rios fins a l'estació Colégio Militar/Luz i el 1993 des d'Alvalade fins al Campo Grande. El 1995 es va concloure la seva desconnexió de l'actual Línia Groga amb la construcció de l'intercanviador del Marquês de Pombal (antigament Rotunda), fent-se així en una de les dues primeres línies independents de la xarxa.
L'any 1997 la línia va arribar a la Pontinha i, un any més tard es va inaugurar l'intercanviador de la Baixa-Chiado, permetent l'eliminació del tros Restauradores - Rossio i la creació de l'actual Línia Verda. El 2004 es va fer en la primera línia a sortir dels límits de la ciutat, ajuntant la Pontinha a l'estació d'Amadora Este. El 2007 va ser perllongada des de Baixa-Chiado fins a Santa Apolónia, passant per l'estació del Terreiro do Paço.

## Projectes i expansions
Està actualment en construcció la connexió entre Amadora Este i Reboleira.